# Bataille du Petit-Celland
Chouannerie
Batailles
- Liffré
- 1re Argentré
- Expédition de Quiberon
- Plouharnel
- Quiberon
- Segré
- 1er Rocher de La Piochais
- La Ceriseraie
- La Cornuaille
- 1re La Croix-Avranchin
- La Vieuville
- Boucéel
- 1re Saint-James
- 2e Rocher de La Piochais
- 2e La Croix-Avranchin
- Auverné
- Andigné
- Croix-Couverte
- Tinchebray
- L'Auberge-neuve
- Locminé
- Saint-Hilaire-des-Landes
- Val de Préaux
- Le Grand-Celland
- 2e Argentré
- Noyant-la-Gravoyère
- La Hennerie
- Saint-Aubin-du-Cormier
- Le Mans
- Nantes
- Saint-Brieuc
- Le Lorey
- Mont-Guéhenno
- La Tour d'Elven
- 2e Saint-James
- Les Tombettes
- Pont du Loc'h

La bataille du Petit-Celland est un épisode de la chouannerie qui a lieu le 2 mai 1796, près du Petit-Celland, commune du département de la Manche.

## La bataille

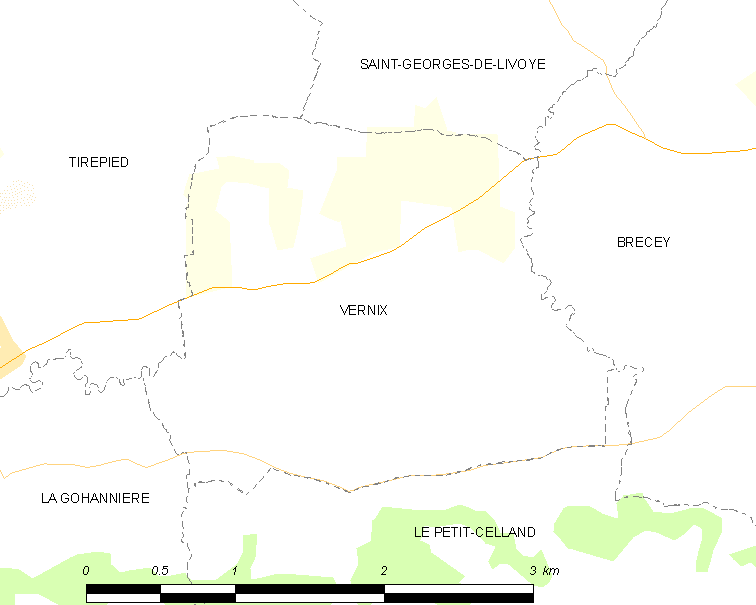
Aperçu de la configuration des lieux.

Trois colonnes républicaines, sous l'autorité du général Hoche, qui remontent d'Avranches, battent une poignée de Chouans originaires de Vernix, Tirepied et Brécey.
Informés qu’une troupe d’environ deux cents Chouans commandés par  Bellavidès et par Victor Philippe de Cantilly, jeune officier royaliste de 18 ans, dit Montjoie, évolue du côté du Petit-Celland, les Bleus font converger plusieurs colonnes d'Avranches, de Ducey et de Saint-Hilaire-du-Harcouët vers les positions de l’ennemi, sur les crêtes dominant la vallée de la Sée.
L’affrontement a lieu le lundi 2 mai 1796. Les Chouans résistent à la vive fusillade qui s’engage de toutes parts pendant deux heures. Menacés de se faire encercler et de succomber sous le nombre, ils finissent par s’égailler dans la végétation et les chemins creux.

## Le lieu de mémoire
Une composition monumentale formée de trois croix de granit en évoque le souvenir.
- La première croix rend hommage au curé Pierre Affichard (1721-1795) et au vicaire Simon-Gabriel Lebrun (1750-1793), tous deux insermentés.
- La deuxième croix est élevée à la mémoire de Victor-Philippe de Cantilly (1778-1796), ci-avant évoqué, enterré sur les lieux mêmes de sa chute.
- La troisième porte les noms de Gabriel-Fleury Desfeux († 1794), curé de Saint-Pierre-Langers, déporté depuis Granville le 17 septembre 1792 et de Louis-Georges de Gouvetz (1745-1796)[2], ex-chanoine de la cathédrale d’Avranches, lapidé le 12 avril 1796 par une colonne républicaine venue d’Avranches, alors qu’il portait quelques hosties.

Les trois croix sont élevées sous la Restauration, en 1814, par Bellavidès, dont le manoir de la Doitée se situe non loin de là. D'abord en bois, elles sont remplacées en 1896 par un matériau en granit par jean-Marie Fourel dit Felour. L’endroit est un lieu de pèlerinage privilégié du souvenir chouan.